# Flesh & Blood (álbum de Poison)
Flesh & Blood é o terceiro álbum de estúdio da banda estadunidense de glam metal, Poison, lançado em 1990. Em sua avaliação, recebeu 3.5/5 estrelas pela Allmusic e 2/5 pela Rolling Stone.
Com este álbum iniciou-se a Flesh & Blood Tour, com apresentações em grandes festivais, incluindo participações com outras bandas de renome, como Aerosmith e Whitesnake. Dessa turnê resultou o quarto trabalho do Poison, que veio em edição dupla ao vivo, chamado "Swallow This Live", que incluiria ainda quatro músicas inéditas, como bonus tracks.

## Faixas
1. "Strange Days of Uncle Jack" - 1:40
2. "Valley of Lost Souls" - 3:58
3. "(Flesh & Blood) Sacrifice" - 4:41
4. "Swampjuice (Soul-O)" - 1:26
5. "Unskinny Bop" - 3:48
6. "Let It Play" - 4:21
7. "Life Goes On" - 4:46
8. "Come Hell or High Water" - 5:01
9. "Ride the Wind" - 3:51
10. "Don't Give up an Inch" - 3:43
11. "Something to Believe In" - 5:29
12. "Ball and Chain" - 4:22
13. "Life Loves a Tragedy" - 5:13
14. "Poor Boy Blues" - 5:18